# Destiny Line
『Destiny Line』（デスティニー・ライン）は、2007年9月12日にリリースされたリア・ディゾンの1枚目のアルバム。発売元はビクターエンタテインメント。

## 解説
- 先行シングル6曲（カップリング含む）収録。初回限定盤にはビデオクリップ集やメイキングなど特典映像を収録したDVDが、通常盤にはダウンロード限定配信されていたシングル曲「恋しよう♪」のDJ・プロデューサー中田ヤスタカのリミックスがボーナストラックとして初CD化収録されている。
- 初回限定盤（CD+DVD付）と通常盤（CDのみ）の2形態。
- 収録曲順において奇数曲番は本作用に新たに書き下ろされた楽曲で、偶数曲番は「Again and Again」を除いて先行シングル曲という構成となっている。
- 本作に収録されている「Again and Again」はリアと実弟であるブラッド・ディゾンとの共作で作曲を手がけている。
- 「Time (Clock Of The Heart)」はカルチャー・クラブの同名曲のカバーである。

## 収録曲

### DISC1(CD)
1. IMPOSSIBLE 
  - 作詞：リア・ディゾン & 新美香 / 作曲・編曲：井上大介
2. Everything Anything
  - 作詞：路川ひまり / 作曲・編曲：田中直
3. Missing
  - 作詞：リア・ディゾン & 新美香 / 作曲・編曲：CMJK
4. 恋しよう♪
  - 作詞：リア・ディゾン & 新美香 / 作曲・編曲：平田祥一郎
5. 運命線
  - 作詞：リア・ディゾン & 枝村麻衣子 / 作曲：Chikara"ricky"Hazama & Debbie Huang / 編曲：Chikara"ricky"Hazama
6. Could you be that one?
  - 作詞：リア・ディゾン & 枝村麻衣子 / 作曲・編曲：江上浩太郎
7. Are you feelin' for me?
  - 作詞：リア・ディゾン / 作曲・編曲：江上浩太郎

ロッテ「リッチフルーツチョコレート」CMソング
8. Softly
  - 作詞：岡嶋かな多 / 作曲・編曲：野井洋児
9. Time (Clock Of The Heart)
  - 作詞・作曲：George O'Dowd,Jon Moss,Michael Craig,Roy Hay / 編曲：CMJK
10. アイシテル〜Love Story
  - 作詞：リア・ディゾン / 作曲・編曲：STY
11. Wonderlin'
  - 作詞・作曲・編曲：田中直
12. L・O・V・E U
  - 作詞：リア・ディゾン & 新美香 / 作曲・編曲：平田祥一郎
13. Drive me crazy
  - 作詞：リア・ディゾン & 新美香 / 作曲・編曲：corin
14. Again and Again
  - 作詞：リア・ディゾン / 作曲：ブラッド・ディゾン & リア・ディゾン / 編曲：ha-j & tomzuin h
15. 恋しよう♪〜yasutaka nakata-capsule mix〜

（※通常盤のみ）

### DISC2(DVD)
1. Softly <Video Clip>
2. Everything Anything <Video Clip>
3. 恋しよう♪ <Video Clip>
4. L・O・V・E U <Video Clip>
5. Again and Again <Video Clip>
  - 初収録
6. Real Peek
  - インタビュー&メイキング集